# Tettigonia dimidiata
Tettigonia dimidiata är en insektsart som beskrevs av Victor Antoine Signoret 1853. Tettigonia dimidiata ingår i släktet Tettigonia och familjen dvärgstritar. Inga underarter finns listade i Catalogue of Life.